# 无毛蛛蟹属
无毛蛛蟹属（学名：Eplumula）為蛛形蟹科的一属动物。无毛蛛蟹属分布于东亚沿海地区，如中国大陆、台湾和日本。

## 属
- Eplumula australiensisHenderson, 1888
- 长踦无毛蟹 Eplumula phalangium (De Haan, 1839 [in De Haan, 1833-1850])